# Врањски слез
Врањски слез је био локално ендемична врста јужне Србије, налажен је само у околини Врања на рудералним стаништима.